# 四季美谷温泉
四季美谷温泉（しきびだにおんせん）は、徳島県那賀郡那賀町にある温泉である。那賀町が保有する温泉・宿泊施設1棟のみからなる。2025年1月時点で休業中。

## 歴史
那賀川の支流である坂州木頭川のほとり、新居田の滝の対岸にある。
当地に温泉が湧出していたことを示す資料は、江戸時代にさかのぼる。1812年（文化9年）に元木維然（蘆洲）が著した『燈下録』では、櫁谷温泉として紹介されている（櫁は樒の異体字）。また、1800年代前半に記録されたと考えられている『阿波国漫遊記』では、樒谷より木屋平へ向かう三里の道のりの途中に5軒の温泉があったが既に廃れた旨の記述が残っている。

## 温泉施設
1982（昭和57）年、当時の木沢村が3000万円の事業費を投じ、現在地より1キロメートル上流の場所に『老人憩の家』と称する村営の温泉施設を建設、翌1983年2月1日に営業を開始した。この施設は男女浴場、広間、休憩室などを有する鉄骨平屋建て321平方メートルの建物で、年間利用客が8,500人程度だったとされる。
同施設の老朽化に伴い、現在の四季美谷温泉が建設された。当時の村の一般会計予算が約18億円であったところ、農村資源活用農業構造改善事業による助成金を充てつつも総事業費が約10億円となるビッグプロジェクトであった。運営母体として第三セクターの株式会社四季美谷温泉が設立され、2001年（平成13年）5月1日に開業した。現在の施設は敷地面積3832平方メートル、延べ床面積は1522平方メートルの2階建てであり、男女浴場に加えて9室からなる宿泊施設とレストランが併設されている。
2004年8月1日には、木沢村を含む徳島県山間部で台風10号による記録的大雨に伴う土砂崩れが発生した。四季美谷温泉では、20人ほどの宿泊客らが3日間孤立した。
2020年11月、累積赤字に加えてコロナ禍の影響もあり、運営会社が経営難に陥ったことから同月29日に休業となった。2021年3月にノヴィルが新たな指定管理者として選定され、同年4月から営業が再開された。しかし赤字が続いたため、ノヴィルとの3年間の指定管理者契約が延長されず、2024年4月から再び休業に至った。

## 温質
- 単純硫黄泉

## アクセス
- 徳島自動車道「徳島インターチェンジ」より車で約140分。